# Lorry Orsini
Lorenzo Orsini, detto Lorry (31 ottobre 1959), è un ex sollevatore australiano di origini italiane, che ha gareggiato nella categoria dei pesi gallo (fino a 56 kg).

## Carriera
Ha partecipato ai Giochi olimpici di Mosca nel 1980, che valevano anche come campionati mondiali, classificandosi al sedicesimo posto. Nel 1982 vinse la medaglia di bronzo ai Giochi del Commonwealth di Brisbane.